# Candyman - Terrore dietro lo specchio
Candyman - Terrore dietro lo specchio (Candyman) è un film del 1992 scritto e diretto da Bernard Rose e interpretato da Virginia Madsen, Tony Todd e Xander Berkeley. Il film si basa sul racconto Il Proibito di Clive Barker. In quest'opera avviene la prima apparizione del personaggio Candyman.

## Trama
La studentessa universitaria Helen Lyle si imbatte casualmente nella leggenda di Candyman, lo spirito di un uomo di colore che appare a chiunque lo invochi ripetendo il suo nome 5 volte davanti allo specchio per poi ucciderlo con l'uncino che ha al posto di una mano. Ciò la spinge a indagare su Clara, una donna che venne uccisa barbaramente mentre faceva da babysitter; la ragazza scopre inoltre la storia di Rhutie Jean, donna residente presso il quartiere di Cabrini Green, che si dice sia stata uccisa proprio da Candyman, scoprendo così una serie di omicidi simili concentrati in quel quartiere. Scettiche, Helen e un'amica ripetono 5 volte il nome di Candyman davanti allo specchio, ma non succede nulla. Le due iniziano a lavorare su un progetto di tesi incentrato su Candyman, visitando anche i luoghi in cui si dice abbia ucciso: qui scoprono anche delle offerte lasciate da qualcuno in suo onore. Le ragazze conoscono inoltre Anne-Marie, vicina della defunta Rhutie e madre del piccolo Anthony.
Quella sera, le due ragazze cenano con un docente universitario esperto della leggenda di Candyman. Questi racconta loro la storia da cui è nata la leggenda, ossia la terribile vicenda di un pittore di colore vissuto nell'Ottocento che fu fatto barbaramente uccidere dal ricco padre di una ragazza bianca con cui l'uomo aveva avuto un figlio. Gli uomini del mandante dell'assassinio tagliarono una mano al malcapitato e ci infilarono dentro un uncino, dopodiché lo ricoprirono di miele, affinché uno sciame d'api lo uccidesse. Da allora si dice che Candyman appaia con l'uncino, che usa per mietere vittime, e uno sciame d'api al suo seguito. Il corpo dell'uomo fu infine incenerito. Dopo aver fatto queste scoperte, Helen viene attaccata da un uomo armato di uncino che si definisce Candyman a Cabrini-Green: si tratta tuttavia di un comune criminale.
Sopravvissuta all'aggressione, Helen identifica l'uomo che viene arrestato e incolpato di alcuni recenti omicidi. Il vero Candyman appare tuttavia a Helen, la ipnotizza e le rivela che poiché lei ha screditato la sua leggenda ora lui dovrà versare del sangue innocente. Poco dopo, Helen si ritrova inspiegabilmente nell'appartamento di Anne e scopre che il cane della donna è stato decapitato mentre suo figlio è stato rapito. Anne-Marie, credendola colpevole, la attacca fisicamente ed Helen la ferisce con una mannaia trovata sul pavimento. Poco dopo giunge la polizia che arresta Helen. Dopo essere stata rilasciata grazie a una cauzione pagata dal marito Trevor, Helen osserva alcune foto che lei e la sua collega avevano scattato a Cabrini-Green, scoprendo la presenza di Candyman in una di esse. Poco dopo Candyman appare ed uccide Bernadette, che si era recata a trovare l'amica. La polizia arresta Helen con l'accusa di omicidio e la fa rinchiudere in un ospedale psichiatrico.
Un mese dopo, mentre è interrogata da uno psichiatra, Helen, per convincerlo dell'esistenza di Candyman e per provare così la sua innocenza, lo evoca. Candyman uccide l'uomo e promette a Helen che presto verrà il suo turno. Fuggita dall'ospedale, Helen torna a casa dove scopre che il marito Trevor convive ora con una sua studentessa. Intenzionata a salvare il piccolo Anthony, Helen fa ritorno al Cabrini Green, dove Candyman le rivela che Anthony potrà essere salvato solo se lei si arrenderà completamente a lui. Offrendole l'immortalità, Candyman lascia che uno sciame d'api uscito dalla sua bocca entri in quella di Helen, per poi sparire insieme al bambino. Candyman promette di rilasciare Anthony qualora Helen lo aiuti a diffondere il terrore fra gli abitanti di Cabrini-Green, quartiere in cui lui stesso fu ucciso: il suo scopo è tuttavia quello di immolare sia Helen che Anthony durante il falò annuale del quartiere.
Durante l'evento, tuttavia, Helen salva Anthony dalle fiamme sacrificando la sua stessa vita: Candyman viene apparentemente sconfitto, morendo tra le fiamme. Nei giorni successivi molti residenti, inclusa la madre di Anne-Marie, partecipano al funerale di Helen. Nel frattempo Trevor, sentendosi in colpa per quanto accaduto ad Helen, la invoca pronunciando il suo nome per 5 volte davanti a uno specchio: lo spirito di Helen gli appare e, alla stregua di Candyman, lo uccide. Un murale di Helen sorge infine al fianco di quello di Candyman in un memoriale a Cabrini-Green: la donna fa ormai parte del folklore relativo alla leggenda.

## Produzione
Le scene si svolgono sia in Gran Bretagna sia negli Stati Uniti d'America, in particolare a Chicago. La scelta dell'ambientazione è caduta sul quartiere realmente esistente di Cabrini-Green proprio a causa delle sue caratteristiche, da cui trasudano effettivamente il sentore di segregazione razziale e di violenza che sono alla base dell'opera. In fase di produzione, il regista ha dovuto affrontare l'opinione di alcuni addetti ai lavori secondo cui il film avrebbe potuto diffondere maggiore razzismo a causa della presenza di un cattivo nero: a tale argomentazione egli rispose che vietare che ci fossero degli Hannibal Lecter o Freddy Krueger neri sarebbe stato effettivamente razzista.
L'attore Tony Todd ha dovuto girare delle scene facendosi mettere delle vere api in bocca. Questo gli ha causato ventisette punture. Nel contratto che aveva sottoscritto, c'era una clausola che prevedeva il pagamento di mille dollari per ogni puntura subita dall'attore.

## Distribuzione
Le edizionI italiane in DVD e Blu-Ray Disc distribuite dalla Universal Pictures presentano il ridoppiaggio del film rispetto all'edizione uscita in VHS distribuita dalla Panarecord, che rimaneva l'unica edizione a presentare il doppiaggio originale. Nel giugno 2025 viene ristampato dalla Cult Media in una edizione speciale a 2 Dvd contenente entrambi i doppiaggi.

## Accoglienza

### Critica
Sull'aggregatore Rotten Tomatoes il film riceve il 77% delle recensioni professionali positive con un voto medio di 6,6 su 10 basato su 75 critiche, mentre su Metacritic ottiene un punteggio di 61 su 100 basato su 8 critiche.

### Pubblico
Al box office Candyman arrivò ad un budget di circa otto milioni di dollari. Negli USA incassò più di 25,8 milioni di dollari.

### Premi
Al Saturn Awards For Science Fiction, Fantasy And Horror Films, la pellicola vinse 4 premi: Miglior Attrice: Virginia Madsen, Miglior sceneggiatore:Bernard Rose, Miglior Trucco: Bob Keen, e infine vinse come Miglior Film Horror.

## Eredità

### Impatto culturale
La rivista Bravo ha inserito l'opera nella sua lista dei film più spaventosi di sempre, posizionandolo alla posizione 75.

### Sequel
Il film ha ricevuto due sequel: Candyman 2 - L'inferno nello specchio (1995) e Candyman - Il giorno della morte (1999). Era inoltre previsto un prequel mai realizzato.
Nel 2021 è stato distribuito il quarto capitolo della serie, Candyman. Annunciato originariamente come remake o come seguito spirituale, il titolo è un sequel diretto del primo film.